# 肯迪·連拿度
肯迪（葡萄牙語：Kendy Renato Ikegami Leira，1999年1月6日—），生於巴西普雷圖河畔聖若澤，巴西足球運動員，司職進攻中場，現時效力香港超級聯賽球會傑志。

## 球會生涯

### 北區
2023年8月13日，北區宣佈肯迪加盟球隊。
2024/2025球季，肯迪成為北區的隊長，並在這球季各項賽事上陣30場獲11入球，9助攻。
2025年6月30日，北區宣布肯迪約滿離隊。

### 傑志
2025年7月7日，傑志宣佈肯迪加盟球隊。

## 外部連結
- 香港足球總會網頁球員註冊資料
- Transfermarkt